# I’m Not Dead
I’m Not Dead (englisch für „Ich bin nicht tot“) ist das vierte Studioalbum der US-amerikanischen Popsängerin Pink, das am 31. März 2006 von LaFace Records veröffentlicht wurde.

## Hintergrund
Am 10. März 2006 erschien die Leadsingle Stupid Girls, die sich in Deutschland, Österreich, Schweiz und im Vereinigten Königreich in den Top Ten platzierte. In den amerikanischen Billboard Hot 100 platzierte sich die Single auf Platz 13. Im Mai 2006 folgte die Veröffentlichung der zweiten Single Who Knew. Am 27. Juni 2006 startete die I’m Not Dead Tour. Im September 2006 erschien mit U + Ur Hand, einem Titel über Masturbation, die dritte Singleauskopplung; im Januar 2007 folgte die vierte Single Nobody Knows. Die fünfte und letzte Single des Albums, Dear Mr. President, erschien im April 2007. Sie ist ein offener Brief an den zu diesem Zeitpunkt amtierenden 43. US-Präsidenten George W. Bush.

## Titelliste
| Nr. | Titel                                   | Text                                                   | Musik                    | Dauer |
| --- | --------------------------------------- | ------------------------------------------------------ | ------------------------ | ----- |
| 01  | Stupid Girls                            | Alecia Moore, Billy Mann, Robin Mortensen Lynch        | Billy Mann, MachoPsycho  | 3:17  |
| 02  | Who Knew                                | Alecia Moore, Lukasz Gottwald, Max Martin              | Max Martin, Dr. Luke     | 3:28  |
| 03  | Long Way To Happy                       | Alecia Moore, Butch Walker                             | Butch Walker             | 3:49  |
| 04  | Nobody Knows                            | Alecia Moore, Billy Mann                               | Billy Mann               | 3:59  |
| 05  | Dear Mr. President (feat. Indigo Girls) | Alecia Moore, Billy Mann                               | Billy Mann, Alecia Moore | 4:33  |
| 06  | I’m Not Dead                            | Alecia Moore, Billy Mann                               | Al Clay, Billy Mann      | 3:46  |
| 07  | ’Cuz I Can                              | Alecia Moore, Lukasz Gottwald, Max Martin              | Max Martin, Dr. Luke     | 3:43  |
| 08  | Leave Me Alone (I’m Lonely)             | Alecia Moore, Butch Walker                             | Butch Walker             | 3:18  |
| 09  | U + Ur Hand                             | Alecia Moore, Lukasz Gottwald, Max Martin, Rami Yacoub | Max Martin, Dr. Luke     | 3:34  |
| 10  | Runaway                                 | Alecia Moore, Billy Mann                               | Josh Abraham, Billy Mann | 4:23  |
| 11  | The One That Got Away                   | Alecia Moore, Billy Mann                               | Billy Mann, Alecia Moore | 4:42  |
| 12  | I Got Money Now                         | Alecia Moore, Mike Elizondo                            | Mike Elizondo            | 3:55  |
| 13  | Conversations with My 13 Year Old Self  | Alecia Moore, Billy Mann                               | Billy Mann               | 3:50  |
| 14  | I Have Seen The Rain (feat. Jim Moore)  | Alecia Moore, Tim Armstrong                            | Jim Moore, Alecia Moore  | 3:29  |

## Lieder

### Stupid Girls
Die Single wurde am 10. März 2006 veröffentlicht. Im Musikvideo zu Stupid Girls, für den sie 2006 den MTV Video Music Award in der Kategorie Best Pop Act gewann, persifliert die US-Sängerin zahlreiche prominente Kolleginnen wie Paris Hilton, Lindsay Lohan und Jessica Simpson und geht mit deren Verhalten und Bild in der Öffentlichkeit hart ins Gericht. Stupid Girls war die erste Singleauskopplung des Albums und wurde von Pink in Zusammenarbeit mit Billy Mann geschrieben. Mit diesem Song war sie bei den Grammy Awards 2007 in der Kategorie Beste weibliche Gesangsdarbietung – Pop  nominiert, der jedoch an Christina Aguilera vergeben wurde.

### Who Knew
Who Knew ist die zweite Single-Auskopplung und wurde am 26. Mai 2006 veröffentlicht. Pink hat zusammen mit Luke Gottwald und Max Martin den Text geschrieben. Der Song kam in den USA erst im Sommer 2007 heraus und schaffte es direkt nach U + Ur Hand in die US Top 10 der Billboard Charts.

### U + Ur Hand
U + Ur Hand ist die dritte Single-Auskopplung und wurde am 29. September 2006 veröffentlicht. Der Titel handelt wie auch Fingers vom Masturbieren. Die Single war in den USA der erste Top-10-Erfolg von P!nk seit Just Like a Pill aus dem Jahre 2002. Sie erreichte dorrt Platinstatus für 200.000 aus dem Internet heruntergeladene Exemplare.

### Nobody Knows
Nobody Knows ist die vierte Single-Auskopplung und wurde am 12. Januar 2007 veröffentlicht.

### Dear Mr. President
In Dear Mr. President kritisiert Pink die Politik des Präsidenten George W. Bush in Form eines Offenen Briefs. Das Lied sollte ursprünglich als dritte Single ausgekoppelt werden. Aufgrund des Textes entschied man sich U + Ur Hand als Single vorzuziehen. Eine Textstelle greift den US-Präsidenten scharf an. Diese lautet: Ich kann mir nur vorstellen, was die First Lady zu sagen hätte: Du hast es weit gebracht vom Whiskey und Kokain. Schließlich wurde sie am 27. April 2007 als 5. Single im deutschsprachigen Raum veröffentlicht. Sie hielt sich länger in den deutschen Top 10 als je eine andere Single von Pink zuvor, was ihr eine Goldene Schallplatte für über 150.000 verkaufte Exemplare einbrachte.

### Fingers
Fingers handelt wie U + Ur Hand vom Masturbieren. Pink sagte in einem Interview, sie wolle darauf aufmerksam machen, dass Masturbation nicht länger ein Tabu-Thema sein sollte, da es völlig in Ordnung sei.

### I Have Seen the Rain
I Have Seen the Rain ist für Pink ein besonderer Song, da sie ihn zusammen mit ihrem Vater James T. Moore eingesungen hat. Dieser schrieb das Lied während seiner Zeit als Soldat im Vietnamkrieg. Zu Beginn des Tracks sagt Pink, dass dieser Song der erste ist, den sie gelernt hat.

### I’m Not Dead
Der Titeltrack des Albums ist für ihren Mann und langjährigen Freund Carey Hart. Sie schrieb ihn nachts, nach einem heftigen Streit mit ihm.
In den USA und Großbritannien gibt es noch einen Track vor dem Bonus-Track I Have Seen the Rain namens Centerfold, dieser befindet sich in Deutschland in der Tracklist.

## Kommerzieller Erfolg

### Chartplatzierungen
| ChartsChartplatzierungen       | Höchstplatzierung | Wochen |
| ------------------------------ | ----------------- | ------ |
| Deutschland (GfK)              | 1 (82 Wo.)        | 82     |
| Österreich (Ö3)                | 1 (81 Wo.)        | 81     |
| Schweiz (IFPI)                 | 1 (83 Wo.)        | 83     |
| Vereinigte Staaten (Billboard) | 9 (15 Wo.)        | 15     |
| Vereinigtes Königreich (OCC)   | 3 (32 Wo.)        | 32     |

| ChartsJahrescharts (2006)      | Platzierung |
| ------------------------------ | ----------- |
| Deutschland (GfK)              | 9           |
| Österreich (Ö3)                | 9           |
| Schweiz (IFPI)                 | 8           |
| Vereinigte Staaten (Billboard) | 130         |
| Vereinigtes Königreich (OCC)   | 9           |

| ChartsJahrescharts (2007)      | Platzierung |
| ------------------------------ | ----------- |
| Deutschland (GfK)              | 7           |
| Österreich (Ö3)                | 10          |
| Schweiz (IFPI)                 | 22          |
| Vereinigte Staaten (Billboard) | 96          |
| Vereinigtes Königreich (OCC)   | 46          |

### Auszeichnungen für Musikverkäufe
| Land/Region                  | Auszeichnungen für Musikverkäufe (Land/Region, Auszeichnung, Verkäufe) | Verkäufe    |
| ---------------------------- | ---------------------------------------------------------------------- | ----------- |
| Australien (ARIA)            | 12× Platin                                                             | 840.000     |
| Belgien (BRMA)               | Platin                                                                 | 50.000      |
| Dänemark (IFPI)              | Gold                                                                   | 20.000      |
| Deutschland (BVMI)           | 7× Gold                                                                | 700.000     |
| Europa (IFPI)                | 2× Platin                                                              | (2.000.000) |
| Finnland (IFPI)              | Gold                                                                   | 16.065      |
| Frankreich (SNEP)            | Platin                                                                 | 200.000     |
| Irland (IRMA)                | 3× Platin                                                              | 45.000      |
| Kanada (MC)                  | 2× Platin                                                              | 200.000     |
| Neuseeland (RMNZ)            | 2× Platin                                                              | 30.000      |
| Niederlande (NVPI)           | Gold                                                                   | 35.000      |
| Österreich (IFPI)            | 2× Platin                                                              | 60.000      |
| Russland (NFPF)              | 2× Platin                                                              | 40.000      |
| Schweden (IFPI)              | Gold                                                                   | 30.000      |
| Schweiz (IFPI)               | 2× Platin                                                              | 60.000      |
| Ungarn (MAHASZ)              | Platin                                                                 | 6.000       |
| Vereinigte Staaten (RIAA)    | 2× Platin                                                              | 2.000.000   |
| Vereinigtes Königreich (BPI) | 4× Platin                                                              | 1.437.000   |
| Insgesamt                    | 5× Gold · 39× Platin ·                                                 | 5.769.065   |

Hauptartikel: Pink (Musikerin)/Auszeichnungen für Musikverkäufe